# Petrov's Flu
Petrov's Flu (Petrovy v grippe) è un film del 2021 scritto e diretto da Kirill Serebrennikov.
Adattamento cinematografico del romanzo La febbre dei Petrov e altri accidenti (2016) di Aleksej Sal'nikov, è stato presentato in concorso al 74º Festival di Cannes.

## Promozione
Il primo trailer del film è stato diffuso online l'8 luglio 2020.

## Distribuzione
Il film è stato presentato in anteprima il 12 luglio 2021 in concorso alla 74ª edizione del Festival di Cannes.

## Riconoscimenti
- 2021 - Festival di Cannes[1]
  - Prix CST de l'Artiste-Technicien a Vladislav Opel'janc
  - In concorso per la Palma d'oro